# زوران رادوسافيليفيتش
زوران رادوسافيليفيتش (بالصربية: Зopaн Paдocaвљeвић)‏ هو لاعب كرة قدم صربي في مركز الوسط، ولد في 4 يوليو 1968 في Sušica (Kruševac) ‏ في صربيا. لعب مع النجم الأحمر بلغراد.